# Vladivostok Avia
Vladivostok Avia (en russe : Владивосток Авиа) est une ancienne entreprise russe basée à Vladivostok, principale compagnie aérienne de l'Est de la Russie. Héritière de Vladivostok Airlines en 1994, elle a été rachetée par Aeroflot en 2011 et fusionnée avec SAT Airlines pour former fin 2013 la nouvelle compagnie Aurora. Son certificat de transporteur aérien a été révoqué en août 2014.
Elle exploitait à la fois des avions et des hélicoptères et était membre de l'IATA depuis avril 2004.

## Code data
- Code AITA : XF
- Code OACI : VLK
- Nom d'appel :

## Destinations
- La compagnie exploitait 24 destinations en Russie et 13 destinations internationales.

## Accident aérien
En juillet 2001, un Tupolev Tu-154 assurant le Vol Vladivostok Avia 352 s'est écrasé peu avant d'atterrir à Irkoutsk, tuant les 145 personnes à bord.

## Flotte
La compagnie exploitait principalement des avions et hélicoptères d'origine russe :

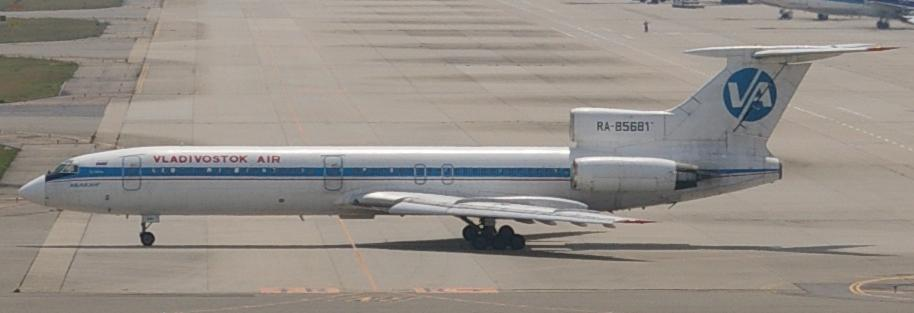
Un Tupolev Tu-154M de Vladivostok Avia.

| Avion                | places | Notes             |
| -------------------- | --- | ----------------- |
| 3 Airbus A330        | business + 303 économie                                                                                          |                   |
| 0 Tupolev Tu-204-300 | 8 business + 134 économie                                                                                        |                   |
| 0 Tupolev Tu-154B    | 4 versions possible : 161 économie ou 8 business + 143 économie ou 143 économie ou 102 économie (versions cargo) |                   |
| 0 Tupolev Tu-154M    | 2 versions possibles : 163 économie ou 8 business + 143 économie                                                 | 1 détruit en 2011 |
| 7 Airbus A320        | 12 business + 138 économie                                                                                       |                   |
| 0 Antonov An-24      | 48 économie |                   |
| 0 Yakovlev Yak-40    | 32 économie |                   |

| Hélicoptère   | places | Notes |
| ------------- | ------ | ----- |
| 5 Kamov Ka-42 | 15     |       |
| 18 Mil Mi-8   | 14     |       |